# Pyropyga nigricans
Pyropyga nigricans is een keversoort uit de familie glimwormen (Lampyridae). De wetenschappelijke naam van de soort werd voor het eerst geldig gepubliceerd in 1823 door Say.